# Cathédrale de Trapani
La cathédrale de Trapani (en italien : cattedrale di San Lorenzo Martire) est une église catholique romaine de Trapani, en Italie. Il s'agit de la cathédrale du diocèse de Trapani. Elle est consacrée à Laurent de Rome.
La cathédrale est le principal lieu religieux de la ville de Trapani. Elle se trouve boulevard Vittorio Emanuele II, dans le centre historique de la ville

## Histoire
La cathédrale de Trapani a été construite à l'initiative d'Alphonse V d'Aragon en 1421. C'est pendant la seconde moitié du XVe siècle que l'édifice est élevé au rang de paroisse.
Au cours des siècles qui ont suivi, le bâtiment a été modifié à plusieurs reprises. Son aspect actuel date de sa restauration du XVIIIe siècle dans un style néoclassique par l'architecte Giovanni Biagio Amico (it). Entre 1794 et 1801, les meilleurs artistes de la ville de Trapani vont réaliser des décorations en stuc et les peintures intérieures.
En 1844, le pape Grégoire XVI donne à l'édifice le titre de cathédrale.
En 1990, ses portes sont une nouvelle fois fermées et de nouveaux aménagements sont réalisés.

## Description

### Extérieur
La façade de la cathédrale saint-Laurent est dans un style baroque et présente dans sa partie inférieure un portique, alors que la partie supérieure a une forme curviligne . Le portique se compose de trois parties, chacune en arc de cercle. La porte qui ferme le portique est faite de bronze, elle a été forgée par Ennio Tesei en 1990 et est inaugurée le 29 juin de la même année. La partie supérieure de la façade possède un clocher recouvert de faïences polychromes avec une flèche sur son côté droit.

### Intérieur

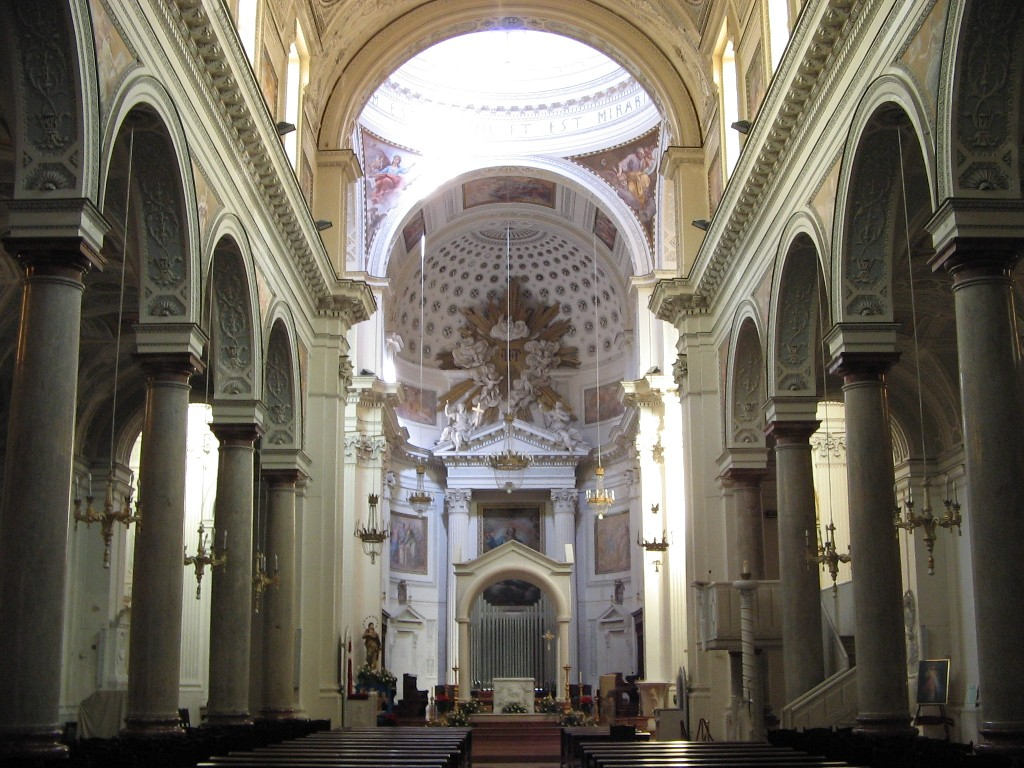
L'intérieur de la cathédrale.

À l'intérieur de la cathédrale, on trouve trois nefs , séparées entre elles par des colonnes toscanes. La nef du milieu est couverte d'une voûte en berceau, tandis que les deux du côté sont recouvertes d'une voûte en croisée. Sur les côtés se trouvent des chapelles latérales et derrière le chœur il y a deux autels en marbre d'un style néoclassique. Celui de droite est en l'honneur de Saint Laurent.
Le nouveau presbytère réalisé en 1995 par Umberto Benini Craporatta se compose quant à lui d'un autel cubique. Il est situé juste derrière l'arche de la nef.

### Orgues

#### Grand orgue
C'est l'orgue principal de la cathédrale, il a été construit en 1967 par l'entreprise Frattelli Ruffatti (it). L'instrument dispose d'une transmission entièrement électrique, possède une petite maison dans laquelle se trouve la console, composée de 3 claviers de 61 notes chacun et d'un pédalier de 32 notes.
Voici la fourniture phonique :
| Premier clavier - Expressivo |        |
| Principal                    | 8'     |
| Principal                    | 4'     |
| Decimaquinta                 | 2'     |
| Ripieno 3 file               | 1.1/3' |
| Flûte                        | 8'     |
| Flûte                        | 4'     |
| Nazard                       | 2.2/3' |
| Flautino                     | 2'     |
| Terza                        | 1.3/5' |
| Cromorno                     | 8'     |
| Tremolo                      |        |

| Second clavier - Grand Orgue |        |
| Principal                    | 16'    |
| Principal                    | 8'     |
| Octave                       | 4'     |
| Douzième                     | 2.2/3' |
| Quinzième                    | 2'     |
| Dix-neuvième                 | 1.1/3' |
| Farce grave                  | 2.2/3' |
| Farce aigüe                  | 1.1/3' |
| Flûte traversière            | 8'     |
| Flûte harmonique             | 4'     |
| Cor                          | 8'     |
| Voix humaine                 | 8'     |
| Trompette                    | 8'     |
| Trompette                    | 4'     |

| Troisième clavier - Espressivo |        |
| Principal                      | 8'     |
| Bourdon                        | 8'     |
| Principal                      | 4'     |
| Farce                          | 2'     |
| Flûte                          | 4'     |
| Sesquialtera                   | 2.2/3' |
| Flautino                       | 2'     |
| Piccolo                        | 1'     |
| Viole d'orchestre              | 8'     |
| Célestin                       | 8'     |
| Trompette harmonique           | 8'     |
| Haubois                        | 8'     |
| Campane                        |        |
| Tremolo                        |        |

| Pédalier    |         |
| Acoustique  | 32'     |
| Contrebasse | 16'     |
| Quinta      | 10.2/3' |
| Basse       | 8'      |
| Octave      | 4'      |
| Farce       | 2.2/3'  |
| Subba       | 16'     |
| Boudon      | 8'      |
| Flûte       | 4'      |
| Trombone    | 16'     |
| Trompette   | 8'      |
| Clairon     | 4'      |

#### Orgue du chœur
Cet orgue se trouve dans le chœur. Il a été installé en 2008. Il possède 2 claviers de 56 notes et un pédalier de 30 notes.
Voici la fourniture phonique :
| Premier clavier - Grand Orgue |        |
| Principal                     | 8'     |
| Ottava                        | 4'     |
| Flûte                         | 2.2/3' |
| Ripieno                       | 2'     |

| Second clavier - Positivo aperto |    |
| Bourdon                          | 8' |
| Flûte                            | 4' |
| Ottavina                         | 2' |

| Pédalier   |     |
| Sous-basse | 16' |

## Specus Corallii
Oratoire attaché à la cathédrale, la soi-disant Sala Laurentina, situé sur la Via Generale Domenico Giglio, 10–12. L'œuvre a été conçue en 2015 par l'architecte Antonino Cardillo, à la demande de Mgr. Gaspare Gruppuso et le Concilio Pastorale, et construit en 2016 avec des fonds de dons privés précédemment collectés par Mgr. Antonino Adragna.

## Galerie

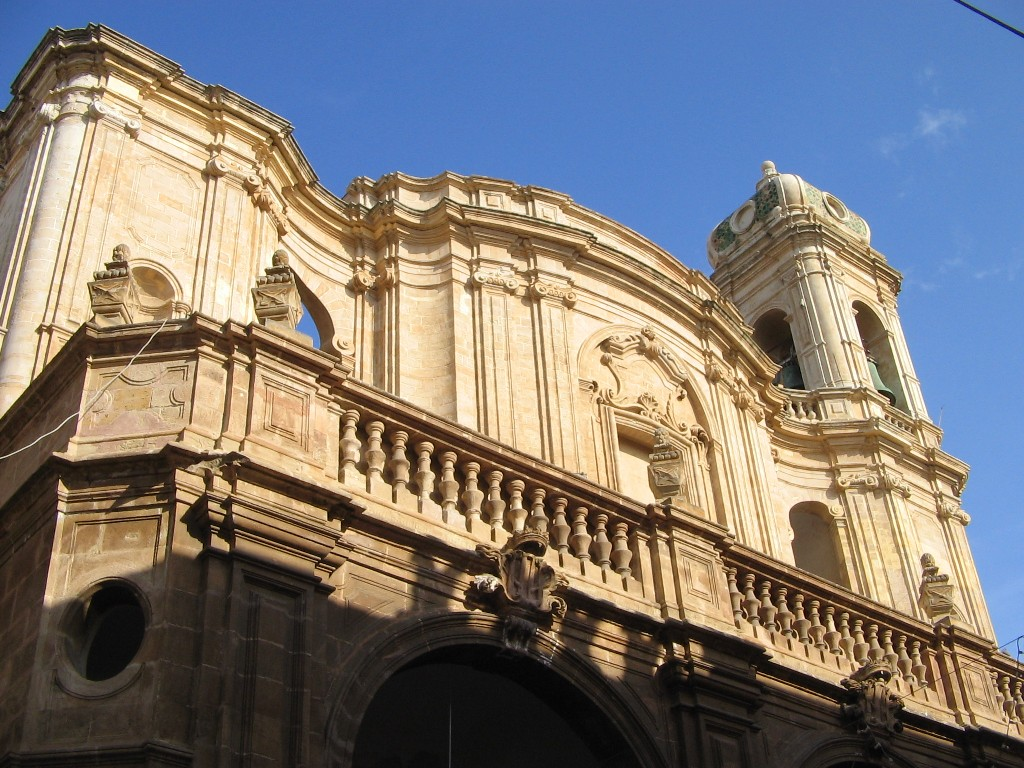
La partie supérieure de la façade et le clocher.
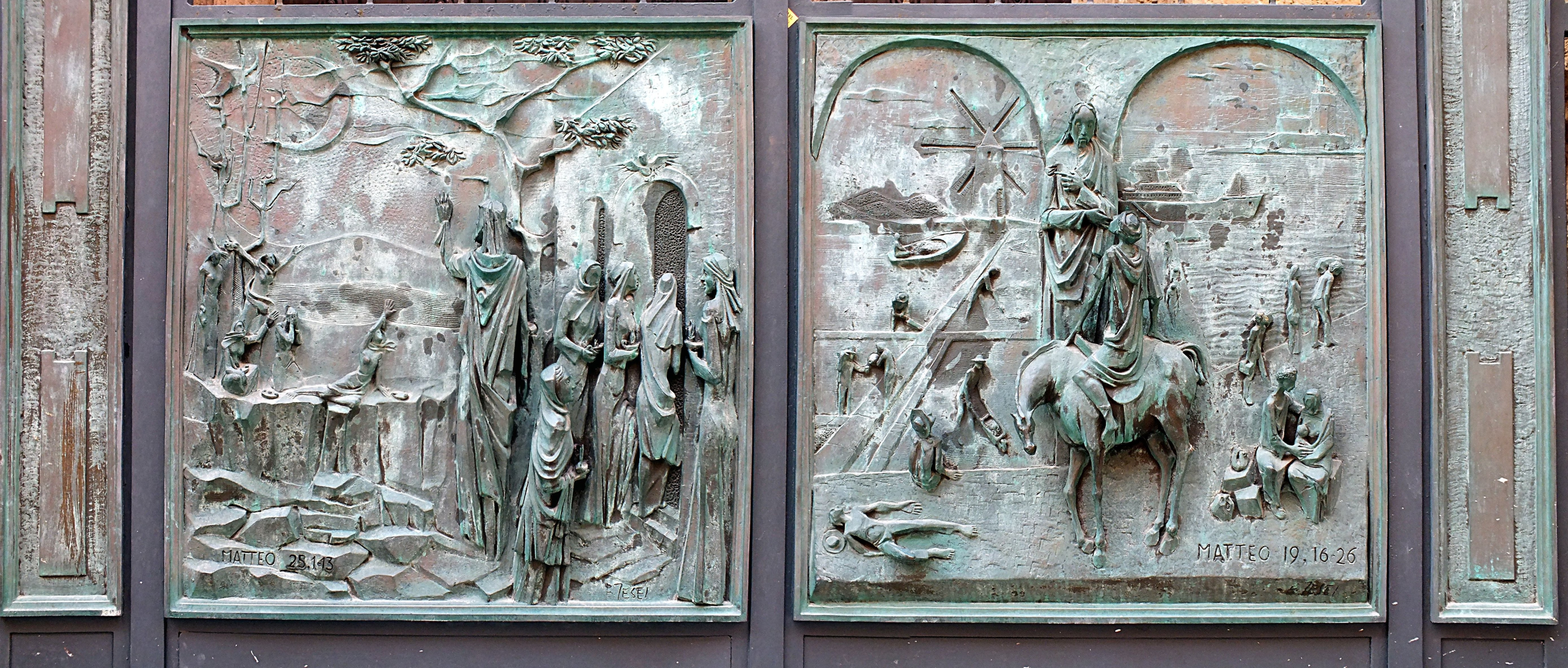
Détail d'un relief en bronze.
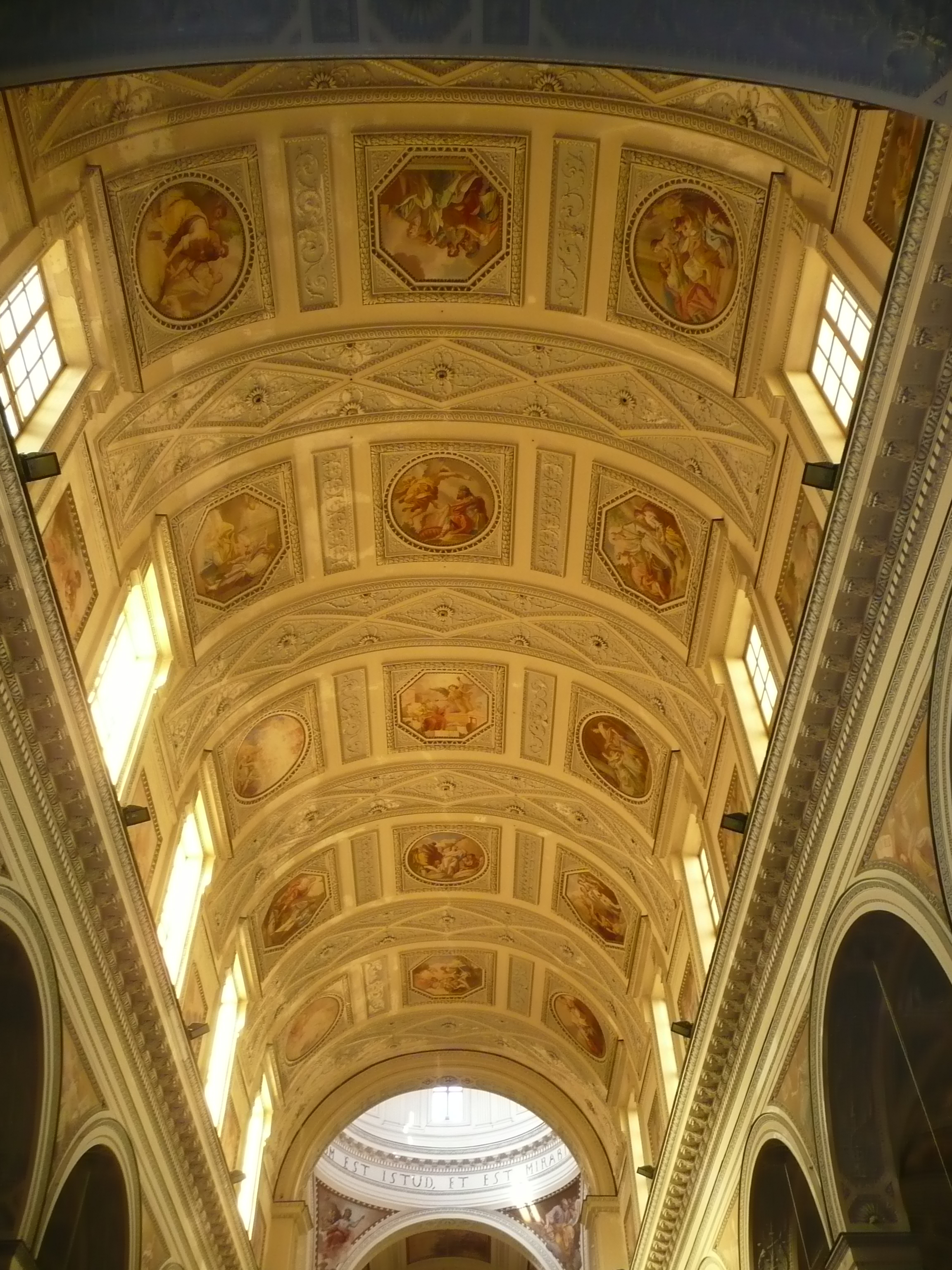
Les fresques sur le plafond de la nef.
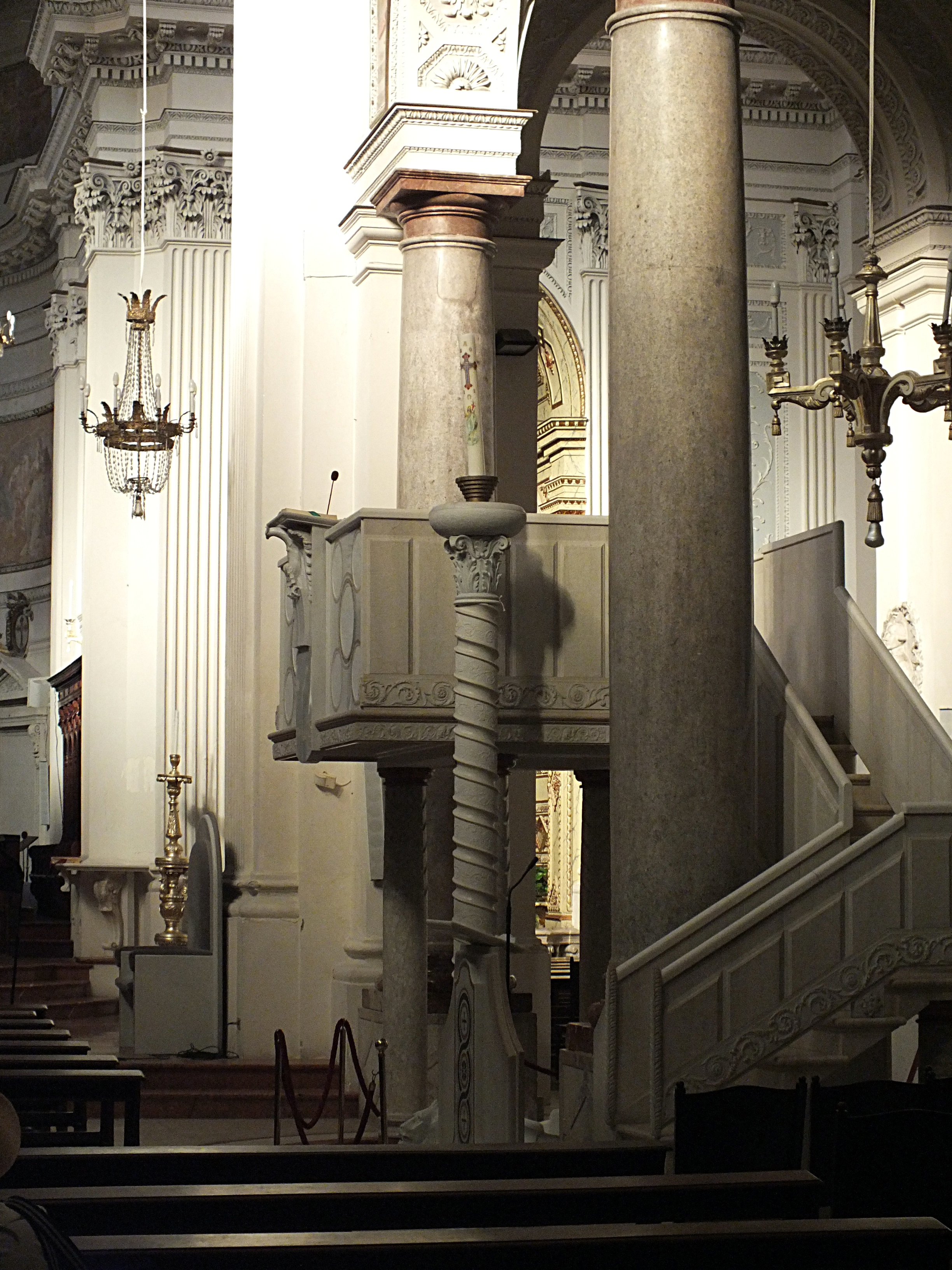
La chaire.